# Campo de concentración de Breendonk
El campo de concentración de Breendock (Bélgica) fue creado el 20 de septiembre de 1940. Evacuado el treinta de agosto de 1944 y liberado el tres de septiembre de 1944. Dejó  300 muertos. Su comanmdante fue Philip Schmitt

## Historia del campo
Breendock es un fuerte militar situado en la antigua carretera que unía Bruselas con Amberes. Hoy en día permanece totalmente intacto ya que por las características de su construcción en hormigón ha soportado el paso de los años.
Este campo fue el más pequeño en extensión y capacidad de prisioneros de todo el concentracionario nazi; se utilizó principalmente para la detención de prisioneros políticos y judíos que posteriormente serían deportados a Alemania.
Los primeros prisioneros llegaron el 20 de septiembre de 1940 y aunque en principio la vida era difícil pero ausente de brutalidades, tras el cambio de guardianes S.S. por otros belgas de ideología pronazi el 1941 el sistema cambió; el odio se desató contra los prisioneros que comenzaron a ser torturados.
Durante los primeros meses la vida en el campo era medianamente insoportable pero con la invasión alemana a Rusia se redujeron las raciones de alimentos y comenzó el hambre y la muerte por inanición; la desesperación por la falta de comida llevó a que muchos prisioneros se alimentasen de hierba.

## La vida en Breendonck
La zona destinada a los prisioneros constaba de 12 habitaciones con 16 literas de 3 camastros cada una resultando un total de 48 reos por habitación y 576 de aforo aunque nunca se sobrepasó de los 600 prisioneros a la vez. Uno de estos dormitorios, el número 7, se destinó a los empleados del correo de Bruselas que fueron detenidos por colaborar en la distribución de panfletos clandestinos y la eliminación de aquel correo que, dirigido a las autoridades nazis, podría ser denuncias contra ciudadanos belgas; en un primer momento llegaron 39 de estos empleados de correos, luego se le añadieron otros 9 siendo ejecutado por fusilamiento uno de ellos, 5 del total murieron por hambre y a otros 8 se les envió a Alemania. 
Estas habitaciones carecían de calefacción y en algunas ocasiones se permitía la colocación de una estufa aunque lo habitual era que los prisioneros durmiesen pegados unos a otros para no perder el calor corporal; este hecho atraía a las chinches y cucarachas que se pegaban a sus ropas.
Respecto a la higiene personal se permitía el lavado diario de manos o caras pero las duchas, siempre heladas, eran generalmente de carácter semanal o mensual lo que favorecía las constantes infecciones de los prisioneros.
La alimentación era escasa y en ocasiones inexistente; si había suerte se distribuían al día y para desayunar 100 gramos de pan con dos raciones de bellotas asadas, al mediodía dos raciones de sopa y por la noche otros 125 gramos de pan y repetición de la doble ración de bellotas asadas pero si tras unos días de no recibir alimento alguno, los prisioneros se veían obligados a comer césped o plantas.

## La muerte en Breendonk

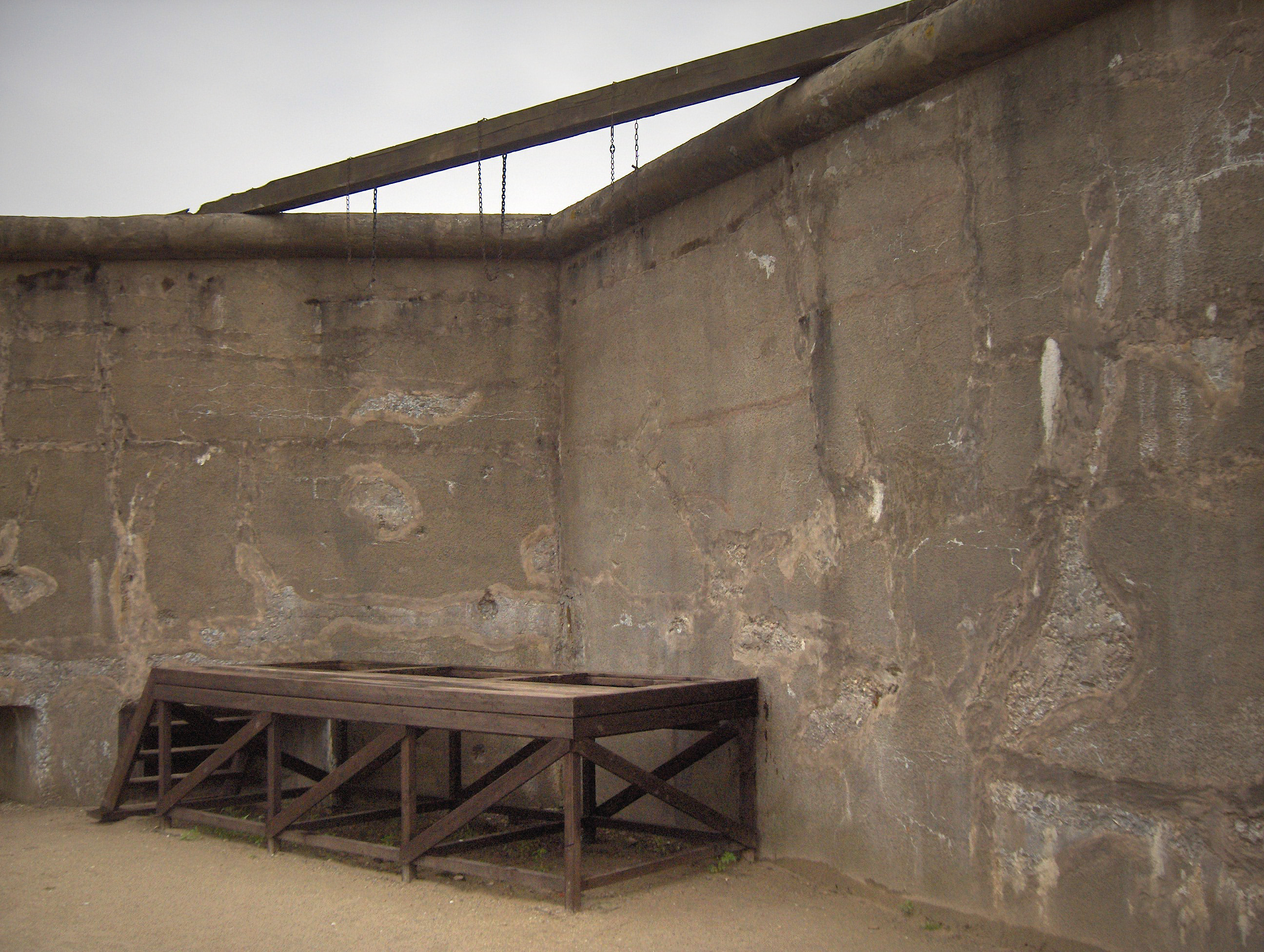
Patíbulo en el Campo de Concentración Breendonk, cerca de Malinas.

Aunque Breendonk era un campo muy pequeño y carente de zonas de exterminio o asesinato si se producían ejecuciones por ahorcamiento o por fusilamiento; desde noviembre de 1942 hasta agosto de 1944, y siempre por motivos de escarmiento o represalia por los ataques de la Resistencia hacia las tropas invasoras alemanas, se asesinaron a 185 prisioneros siendo 164 por fusilamiento (generalmente de 10 en 10 y escogidos al azar) y 21 por ahorcamiento. A estos últimos se les ejecutó tras un juicio sumarísimo en que la condena era sabida de antemano. Otros 115 prisioneros murieron por hambre y agotamiento.
En total y según los registros de Breendonk, por sus instalaciones pasaron 3.532 prisioneros (30 de ellos mujeres) de los que unos 300 murieron por los motivos anteriormente expuestos pero siempre con una media de vida de 3 meses de vida como máximo.

## El trabajo forzado
El trabajo esclavizado e inhumano consistía en extraer la arena del foso que rodeaba la fortaleza de Breendonk y trasportarla en carretillas a otro lado en donde se utilizaba para construir un segundo muro que rodease el campo a fin de evitar tanto fugas de prisioneros como miradas indiscretas desde el exterior.
Una de las torturas principales de los guardias era la de que una vez que habían sacado unos metros cúbicos de arena el hacer que los prisioneros la volviesen a tirar al foso y repetir el trabajo de extraerla de nuevo.
Se estima que en total se sacaron unos 250.000 metros cúbicos de arena sin ningún tipo de maquinaria, solamente la mano humana esclavizada.
Destaca el prisionero judío Walter Obler, kapo del dormitorio número 1, que colaboró con los guardias nazis y llegó a ser el hombre de confianza del S.S. Arthur Prauss así como capataz de las obras de muro externo de Breendonk; él mismo asesinó el 17 de febrero de 1941 a otro judío siendo el primer muerto del campo. Este renegado y durante su estancia en Breendonk mató personalmente a un total de 10 prisioneros. En 1943 fue transportado a Auschwitz y Mauthausen como colaborador.

## Las torturas
Breendonk representó el máximo exponente de la crueldad; esta fortaleza disponía de 12 celdas extremadamente pequeñas así como otras del tamaño de los dormitorios. Las celdas pequeñas eran para meter a prisioneros castigados que debían permanecer de pie durante días al no poder ni agacharse debido al tamaño de las mismas; las celdas mayores se utilizaron para torturas directas.
Una de las torturas preferidas era la de que los prisioneros o prisioneras seleccionados eran desnudados por completo y se les ataban las manos a la espalda para ser colgados por ellas; se les golpeaba con furia hasta la extenuación o pérdida del conocimiento por el dolor y posteriormente se les soltaba de golpe para que cayeran de rodillas sobre unas astillas de madera dispuestas de punta para que se clavasen en su cuerpo. 
Otros métodos de tortura eran una presillas con tornillos que aplicados a los dedos pulgares rompían el hueso lentamente; también había una especie de corona con tornillos que se aplicaba a la cabeza del prisionero y oprimía en cráneo hasta fracturarlo; tampoco faltaron equipos de descargas eléctricas e hierros calentados al rojo vivo con el que se quemaba la carne de los torturados.
Para producir el mayor efecto psicológico entre los prisioneros, las torturas se realizaban con la puerta abierta de estas salas a fin de que los demás prisioneros oyesen los gritos de las víctimas que podían durar hasta 5 horas.
Las torturas fueron ejecutadas principalmente por los agentes alemanes de la Gestapo René Hermans, Kantschuster y Prauss ayudados por los guardianes belgas Wjss, Pellemans y De Bodt.
Tras la liberación de Breendonk, el comandante Philip Schmitt fue encontrado en 1945 en una prisión de Róterdam (Holanda) e inmediatamente trasladado a la fortaleza de Breendonk para someterlo a juicio; tras enseñarle su celda de torturas y comprobar que todo había sido reconstruido se permitió la observación de indicar que la zona de astillas de madera no estaba en el lugar correcto.

## La liberación
El 6 de mayo de 1944 se produjo una evacuación de los prisioneros hacia Alemania y desde esa fecha ingresaron principalmente miembros de la Resistencia capturados. 
Los prisioneros que el 30 de agosto de 1944 se encontraban en Breendonk fueron transportados al campo Vught (Holanda) y posteriormente a Alemania.
El 3 de septiembre de 1944 las tropas aliadas entraron en Breendonk y lo encontraron totalmente abandonado y vacío. 

## Los juicios
Durante la primavera de 1946 y en la ciudad de Malinas (Bélgica), se celebró un juicio en el que se condenó a los guardias de Breendonk. Todos fueron sentenciados a muerte y ejecutados. Respecto al comandante de Breendonk, Philip Schmitt, se le sometió a juicio en Amberes y el 25 de noviembre de 1949 fue condenado a muerte.
Respecto al prisionero judío y renegado Walter Obler sobrevivió pero tras ser liberado en 1945 fue reconocido por 2 antiguos prisioneros de Breendonk en Viena (Austria); detenido y sometido a juicio se le condenó a muerte y fue ejecutado en 1947.

## Listado casi completo del personal del campo
- Teniente 2ª S.S. Arthur Prauss: Sentenciado a muerte y ejecutado por tropas neerlandesas el 19-04-1947.

- Carlier Frans de Saffel: Sentenciado a muerte y ejecutado por tropas neerlandesas el 12-04-1947.

- Teniente 2ª S.S. Ernst Lais: Sentenciado a muerte y ejecutado por tropas neerlandesas el 12-04-1947.

- Sargento 1ª S.S. Ernst Norman

- Eugène Raes: Sentenciado a muerte y ejecutado por tropas neerlandesas el 12-04-1947.

- Felix Brusselaers: Sentenciado a muerte y ejecutado por tropas neerlandesas el 12-04-1947.

- Fernand Wyss: Sentenciado a muerte y ejecutado por tropas neerlandesas el 12-04-1947.

- Frans Carleer: Sentenciado a muerte y ejecutado por tropas neerlandesas el 12-04-1947.

- Teniente 2ª S.S. Frans Wilms

- Sargento Mayor S.S. Georg Franz

- Teniente S.S. Gustav Kamper

- Sargento 1ª S.S. Hans Jurgens

- Teniente S.S. Hans Kantschuster

- Sargento de staff S.S. Herbert Ehlert

- Capitán S.S. Karl Lamotke

- Sargento Mayor S.S. Kurth Zimmerman

- Adolf Lampaert: Sentenciado a muerte y ejecutado por tropas neerlandesas el 12-04-1947.

- Kapo Lewin: Sentenciado a muerte y ejecutado por tropas neerlandesas el 12-04-1947.

- Mayor S.S. Philip Schmitt: se suicidó.

- René Hermans: Sentenciado a muerte y ejecutado por tropas neerlandesas el 12-04-1947.

- Richard Debodt

- Capitán S.S. Rudolf Steckmann

- Petros Van Praet: Sentenciado a muerte y ejecutado por tropas neerlandesas el 12-04-1947.

- George Vermeulen: Sentenciado a muerte y ejecutado por tropas neerlandesas el 12-04-1947.

- Sargento Mayor S.S. Walter Muller

- Kapo Walter Obler: Sentenciado a muerte y ejecutado por tropas neerlandesas el 12-04-1947.